# Pfitzingen
Pfitzingen ist ein Stadtteil von Niederstetten im Main-Tauber-Kreis im Nordosten von Baden-Württemberg.

## Geographie
Pfitzingen liegt nordwestlich des Stadtkerns von Niederstetten an den Kreisstraßen K 2852 und K 2853. Im langgestreckten Ort hat der Pfitzinger Bach, ein rechter Nebenfluss des Aschbachs, seine Quellmulde am Übergang von Lettenkeuper zu Oberem Muschelkalk. Die B 290 verläuft westlich. Zur Gemarkung der ehemaligen Gemeinde Pfitzingen gehören neben dem Dorf Pfitzingen (⊙) keine weiteren Wohnplätze.

## Geschichte
Die Burg Pfitzingen wurde um das Jahr 1100 erstmals erwähnt; von ihr sind aber kaum noch Reste erhalten. Sie wurde wohl von den Edelfreien von Pfitzingen erbaut. Der 1136/1141 bezeugte Konrad von Pfitzingen soll mit einer (nach 1135/1140 verstorbenen) Sophia verheiratet gewesen sein, welche angeblich eine Tochter des Stauferkönigs Konrad III. mit einer vornehmen Dame Gerberga gewesen sein soll. Es wird vermutet, ist aber nicht belegbar, dass der 1153 erstmals erwähnte Konrad von Weikersheim ein Sohn dieses Konrad von Pfitzingen gewesen sei. Der Weikersheimer hatte wiederum einen Sohn Konrad, der sich „von Hohenlach“ nannte, nach seiner Burg Hohlach. Möglicherweise hatte er die Erbin eines schon bestehenden Geschlechts auf Hohlach geheiratet und deren Namen übernommen. Er ist der Stammvater des Hauses Hohenlohe.
Das Schlösschen Pfitzingen ist ein ehemaliges Jagdschloss mit Zehntscheuer.
Am 1. Januar 1972 wurde Pfitzingen nach Niederstetten eingemeindet.

## Schulbauernhof Pfitzingen
Der Schulbauernhof Pfitzingen ist der derzeit einzige staatliche Schulbauernhof in Deutschland.